# Dickson Range
Dickson Range är ett berg i Kanada.   Det ligger i provinsen British Columbia, i den sydvästra delen av landet, 3 500 km väster om huvudstaden Ottawa. Toppen på Dickson Range är 2 809 meter över havet.
Terrängen runt Dickson Range är bergig åt sydost, men åt nordväst är den kuperad. Dickson Range är den högsta punkten i trakten. Trakten runt Dickson Range är nära nog obefolkad, med mindre än två invånare per kvadratkilometer.. Det finns inga samhällen i närheten. 
Trakten runt Dickson Range består i huvudsak av gräsmarker.